# Pomarède
Pomarède ist eine französische Gemeinde mit 190 Einwohnern (Stand 1. Januar 2022) im Département Lot in der Region Okzitanien. Sie gehört zum Kanton Puy-l’Évêque und zum Arrondissement Gourdon.
Nachbargemeinden sind Frayssinet-le-Gélat im Norden, Goujounac im Osten, Les Junies im Südosten, Prayssac im Süden, Puy-l’Évêque im Südwesten und Cassagnes im Westen.

## Bevölkerungsentwicklung
| Jahr      | 1962 | 1968 | 1975 | 1982 | 1990 | 1999 | 2008 | 2018 |
| --------- | ---- | ---- | ---- | ---- | ---- | ---- | ---- | ---- |
| Einwohner | 103  | 136  | 114  | 106  | 112  | 143  | 184  | 190  |